# 粉叶苏木
粉叶苏木（学名：Caesalpinia caesia）是豆科云实属的植物，为中国的特有植物。分布在中国大陆的海南、广西等地，目前尚未由人工引种栽培。